# Nivella rubella
Nivella rubella is een insect uit de familie van de Mantispidae, die tot de orde netvleugeligen (Neuroptera) behoort. 
Nivella rubella is voor het eerst wetenschappelijk beschreven door Navás in 1930.